# Запретная территория
«Запретная территория» — германская кинокомедия режиссёра Давида Внендта. Премьера состоялась 11 августа 2013 на Международном кинофестивале в Локарно, Швейцария. Оригинальное название фильма — «Feuchtgebiete».

## Сценарий фильма
Сценарий основан на скандальном одноимённом романе «Feuchtgebiete» германской писательницы британского происхождения Шарлотты Роше, изданном в 2008 году.
Название Feuchtgebiete в переводе на русский язык дословно означает болота или «влажные места», которому соответствует название выпущенной в прокат версии фильма на английском языке (Wetlands). Название напрямую связано с содержанием, где часто демонстрируются интимные места человека, подразумевая под собой их слизистые оболочки и влагу, выделяемую человеческим организмом, к которым у главной героини фильма проявляется нездоровый интерес.
Сама книга в короткий срок стала бестселлером 2008 года. При этом первое издательство (Kiepenheuer & Witsch), в которое обратилась Роше за публикацией книги, отказало ей, назвав её рукопись порнографической. Книга была переведена на 27 языков. В течение 7 месяцев она разошлась тиражом в 2 миллиона экземпляров.
Мнение критиков о книге встречались крайне противоположные. Некоторые критики одобряли автора за откровенность и бесстрашие. Другая часть критиков высказала крайнее отвращение к произведению.
Ведущий германский литературный критик и публицист Марсель Райх-Раницкий в интервью на телеканале ZDF в 2008 году назвал роман Роже «отвратительной порнографической книжкой» и «литературным мусором» (нем. literarisch wertlos).
Давид Внендт намеренно избежал в экранизации книги некоторых эпизодов, которые по его мнению являлись натуральной порнографией. Главной своей целью он поставил донести до зрителя самое ценное в книге на его взгляд: протест против табу, выработанных в обществе, процесс раскрытия молодой женщиной своей сексуальности, раскрепощение юношеского сознания, забитого комплексами, уходящими корнями в детство. Внендт существенно дополнил и доработал сценарий, стремясь показать причинную связь между событиями в детстве и становлением сознания в молодости.

## Сюжет фильма
Весь сюжет фильма построен вокруг лечения геморроя у главной героини 18-летней Хелен Мемель, которая, находясь в больнице, рассказывает в форме монолога о своём существовании с детских лет. И первые слова монолога повествуют о том, как она с детства страдает геморроем. Сцены нахождения в больнице чередуются со сценами воспоминаний из детства и различных приключений в юности. Нахождение в больнице и является благоприятным условием, которое помогает осуществить Хелен её мечту.
Она живёт с младшим братом и матерью. Родители развелись из-за постоянных скандалов, когда она ещё была малолетней. Отец живёт отдельно с более молодой женщиной. Мать Хелен в браке пыталась найти утешение от семейных ссор в различных религиях и в религиозных сектах. Но впав после развода в тяжёлую депрессию, мать приняла католичество. Уговорив восьмилетнюю дочь прыгнуть с возвышения и пообещав, что она поймает её на лету, мать отходит в сторону, и Хелен, упав на землю, разбивает колено. Мать объясняет Хелен, что это был урок для неё: «…Не доверяй никому, даже своим родителям. Лучше коленка сейчас, чем разбитое сердце потом…». С малых лет мать приучала Хелен к чистоте и заставляла старательно мыть унитаз.
В юности Хелен становится крайне эксцентричной девушкой со странными привычками. На будильнике, который её будит по утрам, установлена запись азана. Её хобби является выращивание авокадо из семян. Ей доставляет удовольствие справлять нужду в грязных общественных туалетах. Она использует овощи для мастурбации и намеренно нарушает правила гигиены, протестуя против материнских наставлений в детстве, считая, что значение гигиены переоценено обществом. Своим странным поведением она провоцирует других людей на различные поступки. Хелен считает, что с детства её приучали к неправильным вещам, и поэтому она должна экспериментировать, нарушая общепринятые нормы как гигиены, так и поведения.
С лёгкостью Хелен соглашается на предложение работающего с ней на одном предприятии негра-эмигранта из Африки побрить её гениталии и ноги. Хелен вместе с подругой Коринной пробуют наркотики, которые у них по случайности оставил наркодилер. Желая поэкспериментировать со своей чувственностью, Хелен решает попробовать лесбийскую любовь и встречается с проституткой.
Однажды, самостоятельно брея интимные места, она наносит себе серьёзную травму, в результате чего происходит обострение геморроя, и её помещают на излечение в больницу. В больнице она знакомится с медбратом Робином, который обручён с медсестрой Валери, и понимает, что влюбилась в него. Лечащий её доктор-проктолог Ноц предлагает ей сделать операцию.
В больнице её по очереди посещают отец и мать. У Хелен созревает мысль о воплощении сокровенной мечты снова объединить семью. Она считает, что чем чаще отец будет сталкиваться с матерью в больнице в часы посещения, тем скорее это произойдёт. Но после операции её рана быстро заживает, и ей предстоит выписаться из больницы. Осознавая, что ей не хватит времени для осуществления задуманного, она идёт на крайний шаг и наносит себе травму на месте проведённой операции. Доктор Ноц вынужден продлить срок лечения, и Хелен удаётся довести свой план до конца, вернув отца к матери, а также завоевать внимание Робина, который ради неё бросает Валери.

## Неоднозначность сцен
Режиссёр Внендт признался, что главным желанием при съёмках картины было «создать самый ужасный, самый шокирующий фильм из тех, который когда-либо существовал».
В первых кадрах фильма Внендт намеренно вводит зрителей в заблуждение об истинности того, что они наблюдают: то, что зрители принимают за ягодицы, показанные крупным планом, оказывается в действительности складкой согнутой ноги.
В качестве спецэффектов в фильме применена компьютерная анимация, имитирующая макросъёмку, с помощью которой режиссёр показал условную последовательность проникновения болезнетворных микробов и вирусов в организм человека.
Фильм содержит сцены с демонстрацией гениталий, обнажённых тел, петтинга, актов мастурбации как мужчин так и женщин, акта лесбийской любви.
Крайне провокационной выходкой режиссёра Внендта является сцена, в которой четверо мужчин одновременно мастурбируют на пиццу, а также сцена акта копрофилии.
Также в фильме присутствуют натуралистичные сцены, нарушающие представления о минимальных нормах гигиены, принятых в обществе.

## Язык фильма
Фильм снят полностью на немецком языке. Единственная цитата, сказанная доктором Ноцем на латыни: «Cede repugnanti — cedendo victor abibis!», что можно перевести на русский язык как «Будь уступчив — уступки приносят победу» (вариант — «Уступи охотнику до ссор — уступая, ты уйдёшь победителем»). Цитата взята из 2-й книги «Наука любви», написанной Овидием.

## Фильм в прокате
В 2013 году «Запретная территория» вошла в сотню кассовых фильмов Германии, на который было продано 937 647 билетов по всей стране.

## Отзывы
Как и в случае с романом, послужившим сценарием для фильма, оценки критиков о фильме разделились на отрицательные и положительные. В основном это характерно для Германии и Франции. Мнение, высказанное в газете Die Welt, утверждает, что “…фильм, который мог бы стать обыденной комедией в стенах больницы, стал яркой и пульсирующей историей взросления…» и что в итоге фильм является гораздо лучшим произведением, чем книга, по которой он был снят.
Газета Die Tageszeitung назвала фильм «ужасно унылым», охарактеризовав его коротким слоганом «В меру: Фу! Фу! Ух!» (нем. „Iiih, bäh, wow“ in Maßen), одновременно признавая, что фильм оказался лучше, чем книга.
Портал Kino-Zeit назвал свою рецензию на фильм «Грусть анальной трещины» (нем. Die Traurigkeit einer Analfissur), отмечая при этом высокий уровень взаимодействия сценаристов, оператора и музыкального сопровождения.
В англоязычных источниках мнение о фильме сложилось в большей степени позитивное. Metacritic дал оценку фильму в 77 %. Rotten Tomatoes поставил оценку в 89 %, считая, что данный фильм не предназначен для слабонервных зрителей. Журнал The Hollywood Reporter положительно отозвался как о фильме в целом, так и о работе режиссёра и оператора, которые, по мнению издания, создали вполне «стильный и милый фильм».

## В ролях
| Актёр             | Роль                   |
| ----------------- | ---------------------- |
| Карла Юри         | Хелен Мемель           |
| Кристоф Летковски | Робин, медбрат         |
| Крузе Марлена     | Коринна, подруга Хелен |
| Мерет Беккер      | мать Хелен             |
| Аксель Милберг    | отец Хелен             |
| Эдгар Зельге      | доктор Ноц             |
| Пери Баумейстер   | Валери, медсестра      |